# Нормальна анатомія людини
Норма́льна (системати́чна) анато́мія люди́ни — розділ анатомії людини, що вивчає будову «нормального», тобто здорового тіла людини за системами органів, окремими органами й тканинами.
Орган — частина тіла певної форми й конструкції, яка має певну локалізацію в організмі та виконує певну функцію (функції). Кожен орган утворений певними тканинами, що мають характерний клітинний склад. Органи, які об'єднані функціонально, складають систему органів. У анатомії системою органів заведено вважати функціонально єдину групу органів, які мають анатомічну й ембріологічну спорідненість; групи органів, об'єднаних тільки функціонально, називають апаратами органів (опорно-руховий, мовний, ендокринний і т. д.). Проте, часто спостерігається термінологічна підміна «апарату органів» на «систему органів».
Деякі органи виконують кілька функцій і належать до різних систем: так, вилочкова залоза (тимус) є функціональною ланкою як імунної, так і ендокринної системи, підшлункова залоза — ендокринної та травної, чоловіча уретра — сечовидільної й репродуктивної тощо.
Системи й апарати органів формують цілісний організм людини. Сталість внутрішнього середовища підтримується за допомогою нейро-гуморальної регуляції обмінних процесів в організмі, що забезпечується спільними функціонуванням нервової, ендокринної та серцево-судинної систем.
Розділами нормальної (систематичної) анатомії людини є: остеологія — наука про кістки, артросиндесмологія — наука про з'єднання частин скелета, міологія — наука про м'язи, спланхнологія — наука про внутрішні органи травної, дихальної та сечостатевої систем, ангіологія — наука про кровоносну та лімфатичну системи, анатомія нервової системи (неврологія) — наука про центральну та периферичну нервові системи, естезіологія — наука про органи сенсорної системи.

## Системи відтворення (ендодермальні)
До систем відтворення зазвичай відносять органи, що утворюють травну, дихальну і сечостатеву системи. Більшість цих органів розташовані у внутрішніх порожнинах тіла, проте деякі їх частини можуть розташовуватися і поза ними. В анатомії заведено розглядати серце і селезінку як частини серцево-судинної та імунної систем, відповідно, хоча формально вони належать до внутрішніх органів. Внутрішні органи (крім статевих) забезпечують процес обміну речовин в організмі. У розділі анатомії, присвяченому внутрішнім органам, прийнято також розглядати органи ендокринної системи, регулювальні функції всіх органів і систем організму.

### Дихальна система

Схема дихальної системи людини

Основна функція дихальної системи — забезпечення газообміну: постачання з навколишнього середовища кисню і виділення вуглекислого газу, що утворюється в процесі окислення. Дихальна система також бере безпосередню участь в утворенні звуків мови.
Дихальна система людини складається з дихальних шляхів і дихальних органів — легень.
Дихальні шляхи є порожнистими трубками, що мають різну форму і величину просвіту. Зсередини (з боку просвіту) дихальні шляхи вистелені слизовою оболонкою війчастим епітелієм. Головною функцією дихальних шляхів є забезпечення зв'язку легких з навколишньою атмосферою. Завдяки наявності в слизовій оболонці дихальних шляхів великої кількості кровоносних судин і залоз, що виділяють слиз, внаслідок чого повітря, що проходить дихальними шляхами, зігрівається та трохи очищається перед попаданням в легені, це забезпечує їх захист.
Дихальні шляхи діляться на верхній і нижній відділи. До верхніх дихальних шляхів відносять порожнину носа, носову і ротову частини глотки. До нижніх дихальних шляхів відносять гортань, трахею і бронхи.
Органами дихальної системи, що здійснюють газообмін між внутрішнім середовищем людського організму і навколишнім середовищем, є легені.

### Травна система людини
Травна система здійснює перетравлення їжі (шляхом її фізичної й хімічної обробки), всмоктування продуктів розщеплення через слизову оболонку в кров і лімфу та виведення неперетравлених залишків. Складається з органів шлунково-кишкового тракту (порожнину рота, стравохід, шлунок, кишка, анус) і допоміжних органів (слинні залози, печінку, жовчний міхур і протоки, підшлункова залоза). Печінка і кишка виконують також антитоксичну функцію.

### Сечовидільна система

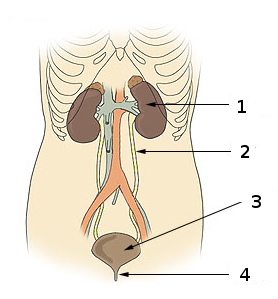
Схема сечовидільної системи. 1 — нирки, 2 — сечоводи, 3 — сечовий міхур, 4 — уретра.

Сечовидільна система забезпечує виведення з організму кінцевих продуктів азотистого обміну, чужорідних і токсичних сполук, надлишку органічних і неорганічних речовин. Сечовидільна система бере участь в обміні вуглеводів і білків, в утворенні біологічно активних речовин, що регулюють рівень артеріального тиску, швидкість секреції альдостерону наднирниками та швидкість утворення еритроцитів. Сечовидільна система бере участь у підтримці гомеостазу, регулюючи водно-сольовий обмін.

## Системи підтримки (мезодермальні)

### Опорно-руховий апарат

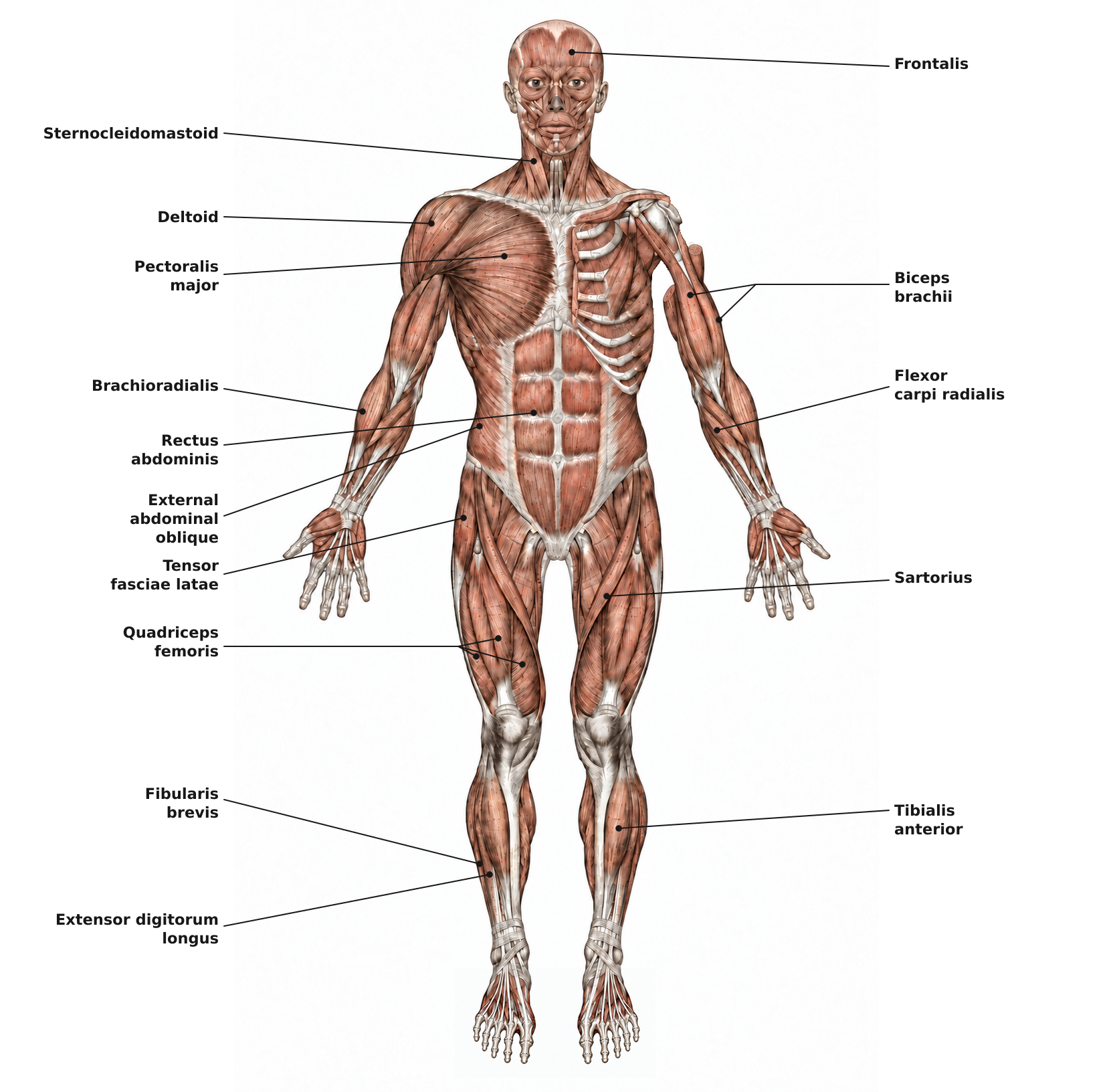
М'язи тулуба і кінцівок, вигляд спереду

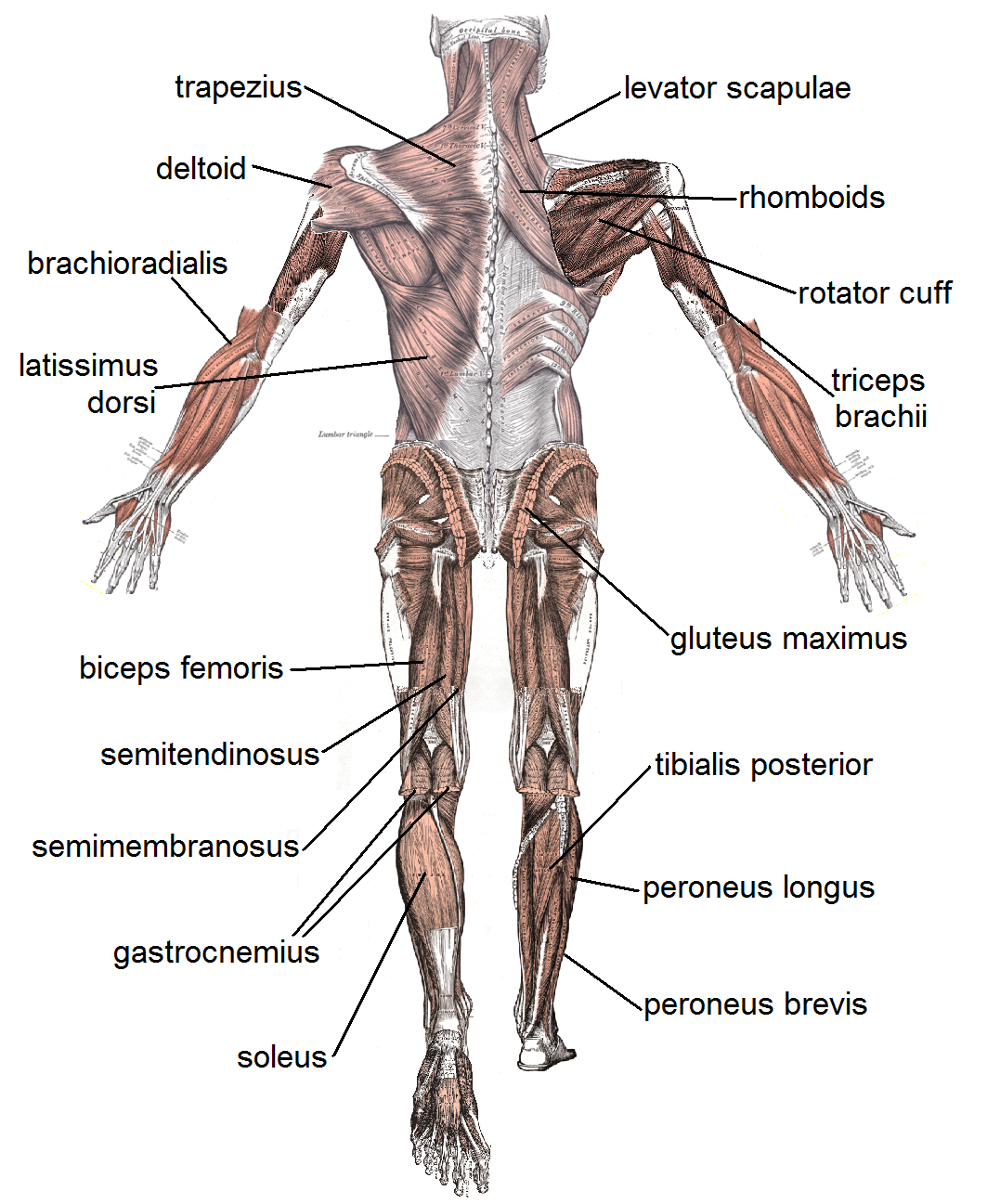
М'язи тулуба і кінцівок, вигляд ззаду

Опорно-руховий апарат є предметом вивчення трьох розділів анатомії людини — остеології, синдесмології та міології. Опорно-руховий апарат охоплює кістковий скелет, укріплений допоміжними елементами (зв'язками, суглобовими дисками, менісками та іншими), а також м'язами.
Скелет — це пасивна частина опорно-рухового апарату. Скелет у дорослої людини складається в основному з кісток. У місцях, де потрібні пружність і гнучкість, зберігаються хрящі: сполучна тканина бере участь у формуванні хрящових з'єднань кісток (синхондрози), півсуглобів (синхондрозів) і суглобів. Окремо знаходиться скелет гортані, що належить до дихальної системи, і трахеобронхіального дерева, яке повністю сформований хрящами.
Кістки скелета беруть участь в обміні речовин, оскільки вони зберігають різні мікро- і макроелементи. Крім того, кістки містять кістковий мозок, центральний орган кровотворення. За анатомічними областями прийнято поділ скелета людини на кістки черепа, хребет, грудну клітку і кістки плечового пояса, таз, кістки вільних верхньої та нижньої кінцівок.
До складу опорно-рухової системи входять поперечно-смугасті м'язи (скелетні м'язи). М'язи — це активна частина опорно-рухового апарату. Більшість м'язів кріпляться до кісток скелета двома кінцями за допомогою сухожиль.
М'язова система людини включає м'язи тулуба, шиї, голови, верхніхі нижніх кінцівок.
Якщо пропорції та статура визначаються в основному кістковою системою, то контури фігури людини в першу чергу залежать від м'язів.

### Циркуляторна система

#### Серцево-судинна система
Серцево-судинна система забезпечує постійну циркуляцію крові по замкнутій системі судин — двом колам кровообігу, що починається і закінчується в серці. Кров переносить до клітин організму субстрати, які потрібні для їх нормального функціонування, і виводить продукти їхньої життєдіяльності. Ці речовини виходять через капіляри в інтерстиціальну (міжклітинну) рідину.

#### Лімфатична система
Лімфатична система — це додаткова дренажна система, в яку повертається рідина з тканин і у вигляді лімфи відтікає в кровоносне русло — в його венозну частину. До складу лімфатичної системи входять лімфатичні судини (в тому числі сліпо замкнуті на кінці лімфатичні капіляри), а також розташовані в лімфатичних судин лімфатичні вузли.

## Системи спрйняття (ектодермальні)

### Нервова система

Схема нервової системи людини

Нервова система людини відповідає за регуляцію діяльності органів і систем, забезпечуючи їхню функціональну єдність, здійснює вищу нервову діяльність, а також бере участь у взаємозв'язку організму з зовнішнім середовищем. Нервова система складається з центральної частини — головного і спинного мозку (центральна нервова система), а також периферичної, утвореної нервами, нервовими корінцями, нервовими сплетеннями, гангліями та нервовими закінченнями (периферична нервова система). Головний мозок розташовується в порожнині черепа, від нього відходять черепні нерви. Стовбур головного мозку продовжується спинним мозком, розташованим в хребетному каналі, з якого через міжхребцеві отвори виходять спинномозкові нерви.
Також нервова система поділяється на соматичну (що забезпечує іннервацію органів опорно-рухового апарату і шкіри) і вегетативну (що забезпечує іннервацію (Сигнали про стан органу і процеси, в ньому відбуваються) внутрішніх органів).

### Сенсорна система
Структури сенсорної системи сприймають подразнення і перетворюють їх на нервові імпульси. Елементами сенсорної системи є клітини-рецептори. Сенсорна система тісно пов'язана з нервовою; більшість рецепторів (наприклад, фоторецептори, нюхові, больові та інші) є нейронами. Багато типів рецепторів разом з допоміжними структурами утворюють органи чуття — очі (органи зору), вуха (орган слуху) і ін.

### Покривна система
Покривна система — зовнішній шар людського тіла, утворений шкірою і її похідними (волоссям, потовими, молочними й сальними залозами, нігтями). Шкіра утворена двома шарами — епідермісом і дермою. Епідерміс представлений багатошаровим плоским зроговілим епітелієм. Дерма — сполучнотканинна частина шкіри, що залягає під епідермісом і містить гладкі м'язи, кровоносні судини і нервові закінчення.
Шкіра виконує захисну функцію, бере участь в сприйнятті подразнень з навколишнього середовища, в терморегуляції та виділенні продуктів обміну речовин.

## Ендокринна система
Ендокринна система — система регуляції діяльності внутрішніх органів за допомогою гормонів, що виділяються ендокринними клітинами безпосередньо в кров, або через міжклітинний простір в сусідні клітини внаслідок дифузії.
Ендокринна система ділиться на гландулярну ендокринну систему (або гландулярний апарат), в якому ендокринні клітини зібрані разом і формують залозу внутрішньої секреції, і дифузну ендокринну систему. Залоза внутрішньої секреції виробляє гландулярні гормони, до яких відносяться всі стероїдні гормони, гормони щитоподібної залози та багато пептидних гормонів. Дифузна ендокринна система представлена розсіяними по всьому організму ендокринними клітинами, що продукують гормони, звані агландулярними.
Крім регуляції діяльності внутрішніх органів, ендокринна система бере участь в забезпеченні гомеостазу організму, регуляції росту, розвитку і статевій диференціації, психічній діяльності та емоційних реакціях.

## Органи кровотворення та імунної системи
Органи кровотворення (гемопоеза) і імунної системи тісно пов'язані спільністю розвитку, морфології та функцій. Після народження кровотворним органом у людини є червоний кістковий мозок, в якому розвиваються еритроцити, гранулоцити, тромбоцити, моноцити та клітини імунної системи — B-лімфоцити.
До органів імунної системи (лімфоїдним органам), крім кісткового мозку відносяться: тимус (орган дозрівання і диференціювання T-лімфоцитів), скупчення лімфоїдної тканини в стінках порожнистих органів травної, дихальної та сечостатевої систем, селезінка, лімфатичні вузли. Кістковий мозок і тимус належать до центральних органів імунної системи, інші — до периферичних.